# Bullou
Bullou ist eine Ortschaft und eine ehemalige französische Gemeinde mit zuletzt 245 Einwohnern (Stand: 2015) im Département Eure-et-Loir in der Region Centre-Val de Loire. Sie gehörte zum Kanton Brou (bis 2015: Kanton Châteaudun) und zum Arrondissement Châteaudun. Die Einwohner werden Bulléens genannt.
Mit Wirkung vom 1. Januar 2018 wurden die früheren Gemeinden Bullou, Dangeau und Mézières-au-Perche zur namensgleichen Commune nouvelle Dangeau zusammengeschlossen. In der neuen Gemeinde wurde ihnen der Status einer Commune déléguée jedoch nicht zuerkannt. Der Verwaltungssitz befindet sich im Ort Dangeau.

## Geografie
Bullou liegt 30 Kilometer südsüdwestlich von Chartres.

## Bevölkerungsentwicklung
| Jahr                      | 1962 | 1968 | 1975 | 1982 | 1990 | 1999 | 2006 | 2013 |
| Einwohner                 | 245  | 219  | 193  | 173  | 204  | 205  | 213  | 242  |
| Quelle: Cassini und INSEE |      |      |      |      |      |      |      |      |

## Sehenswürdigkeiten

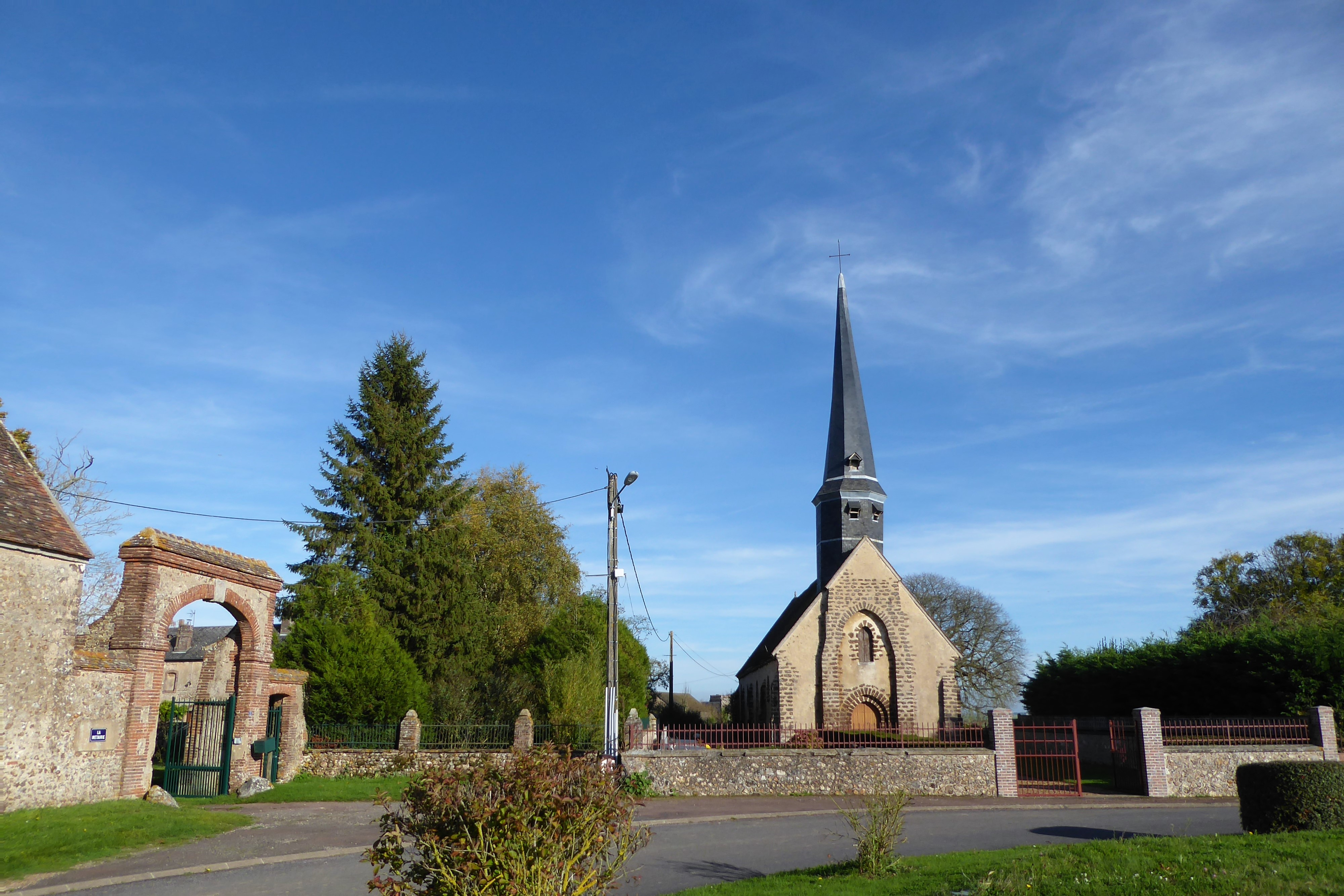
Kirche Saint-Pierre

- Kirche Saint-Pierre